# Hyalinobatrachinae
Hyalinobatrachinae is een onderfamilie van kikkers uit de familie glaskikkers (Centrolenidae). De groep werd voor het eerst wetenschappelijk beschreven door de groep biologen Guayasamin, Castroviejo-Fisher, Trueb, Ayarzagüena, Rada & Vilà in 2009.
Er zijn 30 verschillende soorten in twee geslachten. Alle soorten komen voor van het zuiden van Noord-Amerika tot in Zuid-Amerika.

## Taxonomie
Onderfamilie Hyalinobatrachinae
- Geslacht Celsiella
- Geslacht Hyalinobatrachium

(Ikakogi) · 
Centroleninae · 
Hyalinobatrachinae